# Jorge Amado
 For alternative betydninger, se Kakao (flertydig). (Se også artikler, som begynder med Kakao)
Jorge Amado de Faria (født 10. august 1912 i Itabuna i Bahia, Brasilien, død 6. august 2001 i Salvador, Bahia, Brasilien) var en brasiliansk forfatter. Jorge Amado var en af Latinamerikas betydeligste forfattere i det 20. århundrede og en af de få brasilianske forfattere, der har opnået at blive kendt i Danmark.
Amado har i sit forfatterskab indgående behandlet den sociale uretfærdighed i Brasilien, men han har også vist skønheden og glæden, der trods alt findes i elendigheden. Han boede i det meste af sit liv i Bahia, og det er denne del af landet med dens befolkning, han præsenterer i sit forfatterskab. Beskrivelserne er realistiske, men også med ironi og et klart politisk sigte til fordel for den fattige befolkning på venstrefløjen. 
I sin ungdom var han politisk aktiv og var fængslet i den anledning og senere deputeret i den grundlovsgivende forsamling for Brasiliens Kommunistiske Parti. Han blev også tvunget i eksil i en periode, og da han kom hjem blev han chefredaktør på en ugeavis. I 1961 blev han medlem af det brasilianske litteraturakademi.

## Udgivelser på dansk
- Gabriela – nellike og kanel (1965)
- Plantagen og Profeten (noveller i Litteratur fra Latinamaerika, redigeret af Ole Hegerlund, Anette Johansen og Jørgen Johansen, 1971)
- Pongoens drøm (novelle i Den 3. verden: undertrykkelse, frigørelse – og hvad så?, redigeret af Aase Lindum og Claus Staehlin, 1979)
- Kakao: roman (1980)
- Det store baghold (1988)